# Kościół Niepokalanego Poczęcia Najświętszej Maryi Panny w Starym Osiecznie
Kościół Niepokalanego Poczęcia Najświętszej Maryi Panny w Starym Osiecznie – katolicki kościół filialny znajdujący się w Starym Osiecznie (gmina Dobiegniew). Należy do parafii w Radęcinie. 
Ceglana świątynia powstała w 1867 na planie ośmiokąta, nawiązując tym rozwiązaniem do formy Bazyliki Grobu Świętego. Obiekt nakryty jest wysokim dachem namiotowym, posiada sygnaturką i rozetę z gwiazdą Dawida. W pobliżu, przy drodze krajowej nr 22 rośnie stary dąb.